# Jérémy Jacquet
Jérémy Jacquet (Bondy, Isla de Francia, 13 de julio de 2005) es un futbolista francés. Juega de defensa central y su equipo actual es el Stade Rennes Football Club de la Ligue 1, máxima categoría del fútbol francés.

## Trayectoria
Debutó como profesional el 13 de enero de 2024, el entrenador Julien Stéphan lo hizo ingresar al final del encuentro debido a una lesión de Fabian Rieder, enfrentó a Niza y ganaron 2-0 en el Roazhon Park. Disputó su primer encuentro oficial con 18 años y la camiseta número 42.
En búsqueda de rodaje, el 29 de enero de 2024 fue anunciada su cesión al Clermont Foot 63. Tuvo participación intermitente, jugó 6 partidos y descendieron de categoría. Se mantuvo en el club y logró la titularidad en la Ligue 2 2024-25.
Debido a su buen nivel, Stade Rennes ejecutó una cláusula para cortar el préstamo antes de tiempo en febrero de 2025, estimada en 900 000 euros. Se incorporó al primer equipo de inmediato, culminó la temporada con 11 partidos jugados en la Ligue 1 2024-25. El 26 de mayo de 2025 firmó una extensión de contrato, hasta 2029.

## Selección nacional
Ha sido internacional con la selección de fútbol de Francia en las categorías juveniles sub-17, sub-18, sub-19, sub-20 y sub-21.

## Estadísticas

### Clubes
Actualizado al último partido disputado el 17 de mayo de 2025.
| Club                       | Div.          | Temporada     | Liga  | Liga  | Liga   | Copas nacionales | Copas nacionales | Copas nacionales | Copas internacionales | Copas internacionales | Copas internacionales | Total | Total | Total  |
| Club                       | Div.          | Temporada     | Part. | Goles | Asist. | Part.            | Goles            | Asist.           | Part.                 | Goles                 | Asist.                | Part. | Goles | Asist. |
| -------------------------- | ------------- | ------------- | ----- | ----- | ------ | ---------------- | ---------------- | ---------------- | --------------------- | --------------------- | --------------------- | ----- | ----- | ------ |
| Stade Rennes F. C. Francia | 1.ª           | 2022-23       | 0     | 0     | 0      | -                | -                | -                | -                     | -                     | -                     | 0     | 0     | 0      |
| Stade Rennes F. C. Francia | 1.ª           | 2023-24       | 1     | 0     | 0      | 0                | 0                | 0                | -                     | -                     | -                     | 1     | 0     | 0      |
| Stade Rennes F. C. Francia | 1.ª           | 2024-25       | 11    | 0     | 1      | -                | -                | -                | —                     | —                     | —                     | 11    | 0     | 1      |
| Stade Rennes F. C. Francia | 1.ª           | 2025-26       | 0     | 0     | 0      | -                | -                | -                | -                     | -                     | -                     | 0     | 0     | 0      |
| Stade Rennes F. C. Francia | Total club    | Total club    | 12    | 0     | 1      | 0                | 0                | 0                | 0                     | 0                     | 0                     | 12    | 0     | 1      |
| Clermont Foot 63 Francia   | 1.ª           | 2023-24       | 6     | 0     | 1      | -                | -                | -                | —                     | —                     | —                     | 6     | 0     | 1      |
| Clermont Foot 63 Francia   | 2.ª           | 2024-25       | 17    | 2     | 1      | 1                | 0                | 0                | —                     | —                     | —                     | 18    | 2     | 1      |
| Clermont Foot 63 Francia   | Total club    | Total club    | 23    | 2     | 2      | 1                | 0                | 0                | 0                     | 0                     | 0                     | 24    | 2     | 2      |
| Total carrera              | Total carrera | Total carrera | 35    | 2     | 3      | 1                | 0                | 0                | 0                     | 0                     | 0                     | 36    | 2     | 3      |
| 1.                         |               |               |       |       |        |                  |                  |                  |                       |                       |                       |       |       |        |

### Selección
Actualizado al último partido disputado el 24 de marzo de 2025.
| Selección         | Temporada         | Continental | Continental | Continental | Mundial | Mundial | Mundial | Amistosos | Amistosos | Amistosos | Total | Total | Total  |
| Selección         | Temporada         | Part.       | Goles       | Asist.      | Part.   | Goles   | Asist.  | Part.     | Goles     | Asist.    | Part. | Goles | Asist. |
| ----------------- | ----------------- | ----------- | ----------- | ----------- | ------- | ------- | ------- | --------- | --------- | --------- | ----- | ----- | ------ |
| Sub-17 Francia    | 2022              | -           | -           | -           | —       | —       | —       | 1         | 0         | 0         | 1     | 0     | 0      |
| Sub-17 Francia    | Total sel.        | 0           | 0           | 0           | 0       | 0       | 0       | 1         | 0         | 0         | 1     | 0     | 0      |
| Sub-18 Francia    | 2022              | —           | —           | —           | —       | —       | —       | 3         | 0         | 0         | 3     | 0     | 0      |
| Sub-18 Francia    | 2023              | —           | —           | —           | —       | —       | —       | 6         | 0         | 0         | 6     | 0     | 0      |
| Sub-18 Francia    | Total sel.        | 0           | 0           | 0           | 0       | 0       | 0       | 9         | 0         | 0         | 9     | 0     | 0      |
| Sub-19 Francia    | 2023              | 3           | 1           | 0           | —       | —       | —       | 2         | 0         | 0         | 5     | 1     | 0      |
| Sub-19 Francia    | 2024              | 7           | 1           | 0           | —       | —       | —       | 2         | 0         | 0         | 9     | 1     | 0      |
| Sub-19 Francia    | Total sel.        | 10          | 2           | 0           | 0       | 0       | 0       | 4         | 0         | 0         | 14    | 2     | 0      |
| Sub-20 Francia    | 2024              | —           | —           | —           | —       | —       | —       | 2         | 1         | 0         | 2     | 1     | 0      |
| Sub-20 Francia    | Total sel.        | 0           | 0           | 0           | 0       | 0       | 0       | 2         | 1         | 0         | 2     | 1     | 0      |
| Sub-21 Francia    | 2025              | -           | -           | -           | —       | —       | —       | 2         | 0         | 0         | 2     | 0     | 0      |
| Sub-21 Francia    | Total sel.        | 0           | 0           | 0           | 0       | 0       | 0       | 2         | 0         | 0         | 2     | 0     | 0      |
| Total selecciones | Total selecciones | 10          | 2           | 0           | 0       | 0       | 0       | 18        | 1         | 0         | 28    | 3     | 0      |
| 1.                |                   |             |             |             |         |         |         |           |           |           |       |       |        |

## Palmarés

### Distinciones individuales
| Distinción                                                             | Año  |
| ---------------------------------------------------------------------- | ---- |
| Parte del equipo del torneo del Campeonato de Europa Sub-19 de la UEFA | 2024 |